# Bohdan Jelínek
Bohdan Jelínek křtěný Theodor (22. červen 1851, Choltice – 19. května 1874, Choltice) byl český básník, volně přičleněný ke generaci lumírovců. Sám sebe nazýval „básníkem lásky a upomínky“.

## Biografie
Narodil se do rodiny panského komorníka Václava Jelínka. Vystudoval gymnázium v Hradci Králové, kde byl spolužákem Aloise Jiráska. Po maturitě roku 1871 začal studovat na lékařské fakultě Univerzity Karlovy v Praze, kvůli tuberkulóze však musel studia přerušit. Pracoval pak jako poštovní úředník. Od konce 60. let publikoval v různých časopisech. Zemřel ve 22 letech.

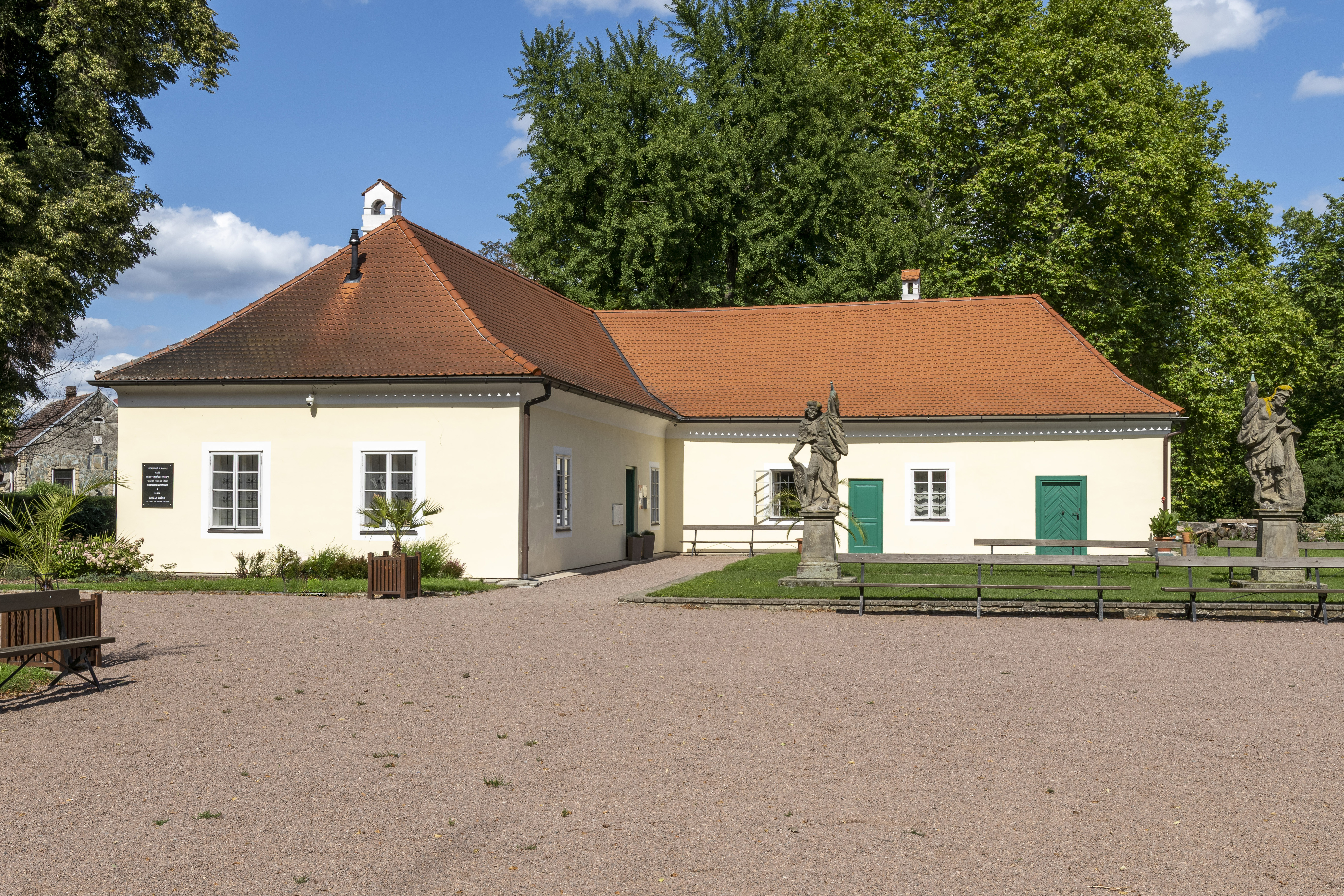
Rodný dům Bohdana Jelínka v Cholticích

Dostal se do okruhu Jaroslava Vrchlického, který v roce 1880 vydal výbor z jeho díla Spisy Bohdana Jelínka veršem i prózou. Jelínkovy verše byly "nebývale hudební a bohatě obrazné, proto byly Vrchlickému blízké". Jelínek se jeví „jako jemný a ušlechtilý, často až zdrobnělý a přejemnělý talent lyrický v úzkém intimním rámci, snivý melancholik dohořívajícího nebo oklamaného života, pavučinově měkký a mléčně zamlžený. (...) V pracích prozaických je viděti také mnohý zárodek života schopný: tak bystrost pozorovatelskou, teplo citové, melancholickou nebo ironickou notu, ovšem ještě ne dost vykvašenou."

## Výbory z díla
- Spisy Bohdana Jelínka veršem i prosou. V Praze: J. Otto, 1880. cnb001101754. Dostupné online
- Milostné písně. Uspořádal Karel Hovorka. Praha: B. Havlíček, 1921. 45 s. cnb000598576.
- Básně Bohdana Jelínka. 2., nezměn. vyd. V Praze: J. Otto, 1926. 72 s. cnb000907828.
- Na hrobích: cyklus básní. Z rukopisu připravil Fr. Páta. V Praze: Grafia, 1930. 20 s. cnb000544339.
- Bohdana Jelínka Básně. [Hranice]: Jos. Hladký, 1944. [62] s. cnb001101753.
- Sněhová růže. Uspořádal Karel Cvejn. V Praze: Práce, 1948. 163 s. cnb000671304.
- Dílo Bohdana Jelínka. Uspořádal Karel Cvejn. 1. vyd. Praha: Čs. spisovatel, závod ELK, 1949. 234 s. cnb000715024.